# Wojciech Długoraj
Wojciech Długoraj ook Wiecesław Długoraj, Adalbert Długoraj en Gostinensis, (omstreeks 1557 - na 1619) was een Poolse Renaissancecomponist en luitist.
Zijn geboorteplaats staat niet bekend; het Poolse Gostyń en het Oekraïense Gostynets zijn mogelijkheden, maar de varianten van deze plaatsnamen komen in Oost-Europa veel voor. Hij was een tijd monnik in het Sint-Bernardusklooster van Krakau. Hij stond aanvankelijk in dienst bij Samuel Zborowski tot 1579; tussen 1583 en 1585 was hij aan het hof van koning Stefan Batory.
Zborowski, Długoraj's eerste broodheer, was zo wreed dat de luitenist het land ontvluchtte. Hij vond werk bij een betere broodheer, maar werd door Zborowski opgespoord en verplicht zijn taak weer op te nemen. Długoraj kon zich aan zijn taak onttrekken toen hij voor zijn broodheer bezwarende brieven van diens hand vond, die hij aan de koning overhandigde via Jan Zamoyski. Zborowski werd uiteindelijk terechtgesteld, maar Długoraj zag zich verplicht naar Duitsland te vluchten uit vrees voor Zborowski's erfgenamen, die hadden gezworen wraak te zullen nemen. Hij leefde de volgende jaren klaarblijkelijk in het buitenland.
Długorajs oeuvre is opmerkelijk vanwege een aantal fantasia's, villanelles en dansen. Een groot aantal werken werden in handschrift voor luittabulatuur bewaard, de zogenaamde Długorajtabulatuur, geschreven in het Duitse tabulatuursysteem. De bundel bevat zo'n 500 composities. Een aantal werden door Jean-Baptiste Bésard overgenomen in diens tabulatuurwerk, Thesaurus Harmonicus, en een van Długorajs dansen is opgenomen in een Keulse publicatie van 1603.